# John A. Bonner
John A. Bonner (* 21. Januar 1929 in Connecticut; † 11. März 1996 in Los Angeles) war ein US-amerikanischer Tontechniker.

## Leben
Bonner war bis zu seinem Tod Leiter für Spezialprojekte in den Warner Hollywood Studios. Im Laufe seiner Karriere hatte er nur wenige Filmcredits. So war er als Sound Supervisor an den Filmen Null Uhr fünf – Frauenleiche in der Badewanne (1971), Die Höllenfahrt der Poseidon (1972) und Flammendes Inferno (1974) beteiligt.
Bonner engagierte sich mehr als 30 Jahre bei der Academy of Motion Picture Arts and Sciences (AMPAS) und war dort der Governor für die Soundabteilung sowie Vorsitzender des Scientific and Technical Awards Committee und des Theater Sound Inspection Committee.

## John A. Bonner Award
1997 benannte das Board of Governors der Academy of Motion Picture Arts and Sciences einen Preis nach John A. Bonner, der an Personen vergeben wird, die außerordentliches für die Filmindustrie geleistet haben. Der Award wird nicht jährlich vergeben. Bonner selbst bekam den Award 1994 noch unter seinem alten Namen Medal of Commendation verliehen. Er erhielt den Preis für seine Arbeit in der AMPAS.